# Bruno Kaiser
Bruno Kaiser (* 5. Februar 1911 in Berlin; † 27. Januar 1982 ebenda) war ein deutscher Widerstandskämpfer, Marxist, Bibliothekar und Germanist.

## Jugend
Als Sohn eines Gymnasiallehrers wuchs Bruno Kaiser in einem großbürgerlichen, liberal geprägten jüdischen Elternhaus auf. Nach dem Abitur studierte er an der Berliner Friedrich-Wilhelms-Universität Literaturwissenschaft und Kunstgeschichte. An der Vossischen Zeitung absolvierte er ein Volontariat und wurde Redakteur. Als Mitglied der Antifaschistischen Aktion gehörte er zu denjenigen Intellektuellen, die Carl von Ossietzky am 10. Mai 1932 auf dem Weg ins Gefängnis begleiteten.
Infolge der nationalsozialistischen Machtergreifung im Jahr 1933 wurde die Vossische Zeitung verboten. Bruno Kaiser, der zeitweise an Tuberkulose erkrankte, verbreitete illegale Flugblätter mit antifaschistischem Inhalt. 1938 wurde er verhaftet und gefoltert, dann jedoch, da man ihm nichts nachweisen konnte, unter Polizeiaufsicht auf freien Fuß gesetzt. Er verließ Deutschland und emigrierte über Belgien und Frankreich in die Schweiz.

## Emigration
Das Exil nutzte Kaiser zum Studium in belgischen, französischen und niederländischen Bibliotheken und entdeckte unbekannte Veröffentlichungen von Klassikern der Arbeiterbewegung, darunter von Friedrich Engels. In Belgien wurde Kaiser nach Kriegsbeginn interniert und nach Frankreich in das Lager Gurs überführt, wo seine Tuberkulose wieder ausbrach. Französische Kommunisten in Marseille sorgten für eine Heilbehandlung in der Schweiz, wo Kaiser im Kanton Baselland erneut interniert wurde. Man erlaubte ihm, im Stadtarchiv von Liestal den Nachlass von Georg und Emma Herwegh zu ordnen. 1946 konnte dank seiner Inventarisierungsarbeit das Dichtermuseum Liestal (seit 2001 Dichter- und Stadtmuseum Liestal) eröffnet werden. Ab September 1943 lebte er in Basel bei einem privaten Unterstützer an einem sogenannten Freiplatz. Dieser war durch ein evangelisches Hilfswerk für Flüchtlinge vermittelt worden.
Ab 1943 war Kaiser Mitglied der Bewegung Freies Deutschland in der Schweiz.

## Bibliothekar
Im Sommer 1947 kehrte Kaiser mit seiner Ehefrau Stascha (Stanislawa) nach Berlin zurück und wurde Abteilungsdirektor in der Deutschen Staatsbibliothek, wo er sich zunächst um die Bestände der von den Nazis 1933 beschlagnahmten Arbeiterbibliotheken kümmerte. Seine bereits in Jugendjahren und im Exil angelegte Büchersammlung machte ihn zu einem der bedeutendsten bibliophilen Sammler in der DDR. Wohnraum hatte er in der Straße vor Schönholz, die gemeinsam mit der Straße 201 die spätere Erich-Weinert-Siedlung bildete.

Der SED trat Kaiser im Mai 1948 bei. Im selben Jahr reiste er zum Studium am Marx-Engels-Lenin-Institut nach Moskau und erwirkte, dass die SED im März 1949 ein Institut gleichen Namens in Berlin gründen konnte. Am 1. Oktober 1949 wurde Kaiser der erste Bibliothekar des Instituts für Marxismus-Leninismus beim ZK der SED. 1950 begründete er die Internationale Bibliographie der marxistischen Zeitschriftenliteratur; im selben Jahr wurden ein Fotolabor und eine Buchbinderei eingerichtet. Besondere Verdienste erwarb sich Kaiser durch die Wiederauffindung des größten Teils der Handbibliotheken von Karl Marx und Friedrich Engels. Im Februar 1961 wurde Kaiser zum Professor ernannt. 1972 legte Bruno Kaiser die Leitung der Bibliothek nieder.

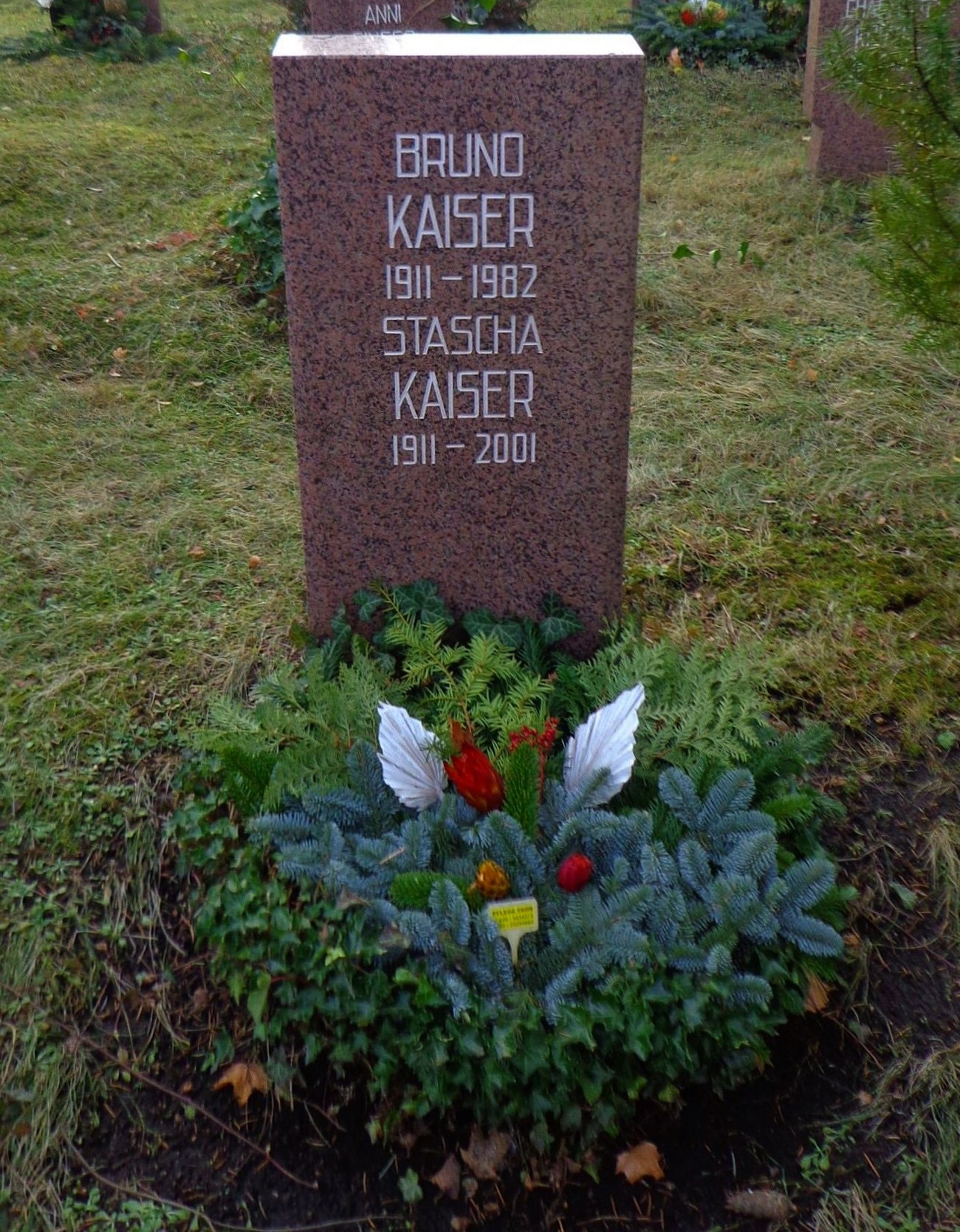
Grabstätte

Die Urne Kaisers wurde in der Grabanlage Pergolenweg des Berliner Zentralfriedhofs Friedrichsfelde beigesetzt, wo auch seine Ehefrau Stascha bestattet ist. Seine Bibliothek, seine Sammlung künstlerischer Exlibris und sein handschriftlicher Nachlass gingen an die Staatsbibliothek zu Berlin, heute  Stiftung Preußischer Kulturbesitz.

## Ehrungen
- 1958 erhielt Kaiser den Heinrich-Heine-Preis des Ministeriums für Kultur der DDR und die Medaille für Kämpfer gegen den Faschismus 1933 bis 1945.
- Aus Anlass seines 70. Geburtstags wurde ihm die Ehrenpromotion der Humboldt-Universität Berlin verliehen.
- Die Pirckheimer-Gesellschaft ernannte Bruno Kaiser zu ihrem Ehrenvorsitzenden.[7]
- 1971 erhielt er den Nationalpreis der DDR III. Klasse „für seine wissenschaftlichen Leistungen auf dem Gebiet der Marx-Engels-Forschung und der marxistisch-leninistischen Bibliothekswissenschaft“.[8]
- Den Vaterländischen Verdienstorden erhielt er in Bronze (1969), in Silber (1976) und in Gold (1981).[9]

## Werke
- Der Maler Disteli und die Flüchtlinge. Der Deutsche Michel von 1843 und die Entdeckung eines Porträts im Jahr 1944. Ähren-Verlag, Affoltern a. A. 1944–1945; dass., Reprint mit einem Kommentar von Werner Mittenzwei und einer Dokumentation von Markus Bürgi sowie einer analytischen Bibliographie von Barbara Voigt. Zentralantiquariat der DDR, Leipzig 1987 (Über die Grenzen 3).
- Die Schicksale der Bibliothek Georg Herweghs. Stadtgemeinde, Liestal 1945
- Friedrich Engels 1820–1895. Schweizerisches Sozial Archiv, Zürich 1945
- Über Beziehungen der deutschen und russischen Literatur im 19. Jahrhundert. Verlag Kultur und Fortschritt, Berlin 1948
- Unbekannte Dokumente von Marx und Engels. Neuentdeckungen zum Leben und Werk der Begründer des wissenschaftlichen Sozialismus. In: Neues Deutschland. (B) vom 9. Juli 1952
- Aus der Bibliothek von Karl Marx. Ein Bericht über wiedergefundene Schätze. In: Neues Deutschland, Nr. 104 (B) vom 5. Mai 1953
- Bruno Kaiser (Hrsg.): Georg Weerth. Sämtliche Werke in fünf Bänden. Aufbau-Verlag, Berlin 1956–1957.
- Ernst Toller: Ausgewählte Schriften. Geleitwort von Bodo Uhse und Bruno Kaiser. Hrsg. von der Deutschen. Akademie der Künste zu Berlin. Volk und Welt, Berlin 1959
- Horst Kunze zum 50. Geburtstag. Berlin 1959
- Eine unbekannte Jugendarbeit von Friedrich Engels. (Über „Modernes Literaturleben“.) In: Beiträge zur Geschichte der Deutschen Arbeiterbewegung. Berlin 1960, Heft 1, S. 97–122[10]
- Johann Hermann Detmold: Taten und Meinungen des Herrn Piepmeyer ... Mit Zeichnungen von Adolf Schrödter. Mit einem Nachwort von Bruno Kaiser. Buchverlag Der Morgen, Berlin 1961
- Jenny Marx als Theaterkritikerin. Zu einer bedeutsamen Wiederentdeckung. In: Beiträge zur Geschichte der Arbeiterbewegung. Berlin 1966, Heft 6, S. 1031–1042
- Information über das Schicksal der persönlichen Bücher von Karl Marx und Friedrich Engels. In: Theorie und Praxis. 9 (12.) Jg., Berlin 1963, Sonderheft S. 46 f.
- Schöne Kinderbücher aus der DDR. Mit einer Einführung von Bruno Kaiser. Bibliographische Angaben von Heinz Wegehaupt. Kinderbuchverlag Berlin 1965
- Klaus Bulling: Bibliographie zur Fruchtbringenden Gesellschaft. Vorrede von Bruno Kaiser. Aufbau-Verlag, Berlin 1965
- Die Bücher von Maitland Park. In: Einheit. Zeitschrift für Theorie und Praxis des Wissenschaftlichen Sozialismus hrsg. vom Zentralkomitee der Sozialistischen Einheitspartei Deutschlands. - Berlin 1968, Bd. 23.1968, 4/5, S. 604–605
- Die Bibliothek des Instituts für Marxismus-Leninismus beim Zentralkomitee der SED. Ein Sammelband. Institut für Marxismus-Leninismus, Berlin 1969
- Bruno Kaiser / Inge Werchan: Ex Libris Marx und Engels. Das Schicksal der Bibliothek von Marx und Engels. Dietz Verlag, Berlin 1967
- Alfred Meißner: Heinrich Heine. Erinnerungen. 2. unveränd. Aufl. Hoffmann u. Campe, Hamburg 1856. (Unveränd. Fotomechan. Nachdr. mit einem Nachwort von Bruno Kaiser. Zentralantiquariat d. DDR), Leipzig 1972
- Bücher ohne Titel oder die Schwarte auf der Karte. Edition Leipzig, Leipzig 1975
- Karl Marx im Bonner Bundestag. Eine Information über überraschende Ergebnisse neuer Forschungsarbeiten. In: Beiträge zur Marx-Engels-Forschung. Dem Wirken Auguste Cornus gewidmet. In: Sitzungsberichte der Akademie der Wissenschaften der DDR. 20. Akademie Verlag, Berlin 1973, S. 29–31
- Thomas Schleusing: Es war einmal ... Märchen für Erwachsene. Mit einem Nachwort von Bruno Kaiser. Eulenspiegel-Verlag, Berlin 1979
- Vom glückhaften Finden. Essays, Berichte, Feuilletons. Aufbau Verlag, Berlin / Weimar 1981

## Herausgeber
- (unter dem Pseudonym Oswald Mohr) Das Wort der Verfolgten. Mundus-Verlag, Basel 1945 (Erbe und Gegenwart, Bd. 5).
- Der Freiheit eine Gasse. Aus dem Leben und Werk Georg Herweghs. Verlag Volk und Welt, Berlin 1948
- Das Wort der Verfolgten. Verlag Volk und Welt, Berlin 1948
- Deutsches Vermächtnis. Anthologie eines Jahrhunderts. Volk und Welt, Berlin 1952 (Bibliothek fortschrittlicher deutscher Schriftsteller)
- Die Achtundvierziger. Ein Lesebuch für unsere Zeit. Thüringer Volksverlag, Weimar 1953
- Karl Heinrich Ritter von Lang: Hammelburger Reisen. Rütten & Loening, Berlin 1954
- Johann Hermann Detmold: Die Kunst, in drei Stunden ein Kunstkenner zu werden. Rütten & Loening, Berlin 1954
- Echte und falsche Moritaten. Vom Bänkelsang zu Friederike Kempner. Vorwort Bruno Kaiser. Rütten & Loening, Berlin 1955
- Georg Weerth: Sämtliche Werke in fünf Bänden. Aufbau-Verlag, Berlin 1956–1957
- Tony Johannot. Henschelverlag, Berlin, 1956
- Adolph Menzel. Henschelverlag, Berlin, 1956
- Der gefälschte Don Quijote. Literarische Missetaten aus drei Jahrhunderten mit vier zeitgenössischen Illustrationen. Rütten & Loening, Berlin 1957
- Aus verbotenen Büchern. Ein unbekanntes Kapitel der deutschen Literaturgeschichte mit zwei farbigen Beilagen. Rütten & Loening, Berlin 1957
- Die Pariser Kommune im deutschen Gedicht. Dietz Verlag, Berlin 1958
- Adolf Glassbrenner: Amor als Ochse und anderes recht Erstaunliches. Rütten & Loening, Berlin 1960
- Erich Weinert: Gesammelte Werke. Das Zwischenspiel. Deutsche Revue von 1918–1933 eingeleitet von Bruno Kaiser. Hrsg. im Auftr. der Deutschen Akademie der Künste zu Berlin von Li Weinert unter Mitarb. von Ursula Münchow. Verlag Volk und Welt, Berlin 1960
- Theodor Heinrich Friedrich: Peter oder das Glück der Dummheit. Satirische Feldzüge. Rütten & Loening, Berlin 1962
- Georg Weerth: Ausgewählte Werke. Volk und Welt, Berlin (DDR) 1948; dass., 2 Bde., Volksverlag, Weimar 1963.
- Die Akten Ferdinand Freiligrath und Georg Herwegh. Volksverlag, Weimar 1964 (Aus dem Archiv der Deutschen Schillerstiftung 5/6)
- (mit Ingrid Pepperle, Johanna Rosenberg und Agnes Ziegengeist) Georg Herwegh: Frühe Publizistik 1837 – 1841. Akademie-Verlag, Berlin (DDR) 1971.
- Für die Akademie der Wissenschaften der DDR gab Kaiser die Reihe Frühe sozialistische Literatur heraus und hatte bedeutenden Anteil an der Edition der Marx-Engels-Gesamtausgabe (MEGA).